# 키리츠보노미카도
키리츠보노테이ㆍ키리츠보노미카도/키리츠보인 (일본어: 桐壺帝/桐壺院 きりつぼてい・きりつぼのみかど／きりつぼいん[*])은 『겐지모노가타리』에 등장하는 첫번째 천황 (재위 「키리츠보」-「하나노엔」)이며, 가공의 인물이다. 좌대신의 아내인 산조노오오미야와 동복형제이다. 키리츠보노코이를 총애했기 때문에, "키리츠보노미카도"로 불렸다. 『겐지모노가타리』의 주인공인 히카루 겐지의 친부이다. 이상적인 천황으로 묘사되어, 태평성대를 열은 다이고 천황의 시대가 모델로 추측된다.
다른 유력한 후비들을 제치고 키리츠보노코이를 편애하다가 이윽고 겐지가 태어나지만, 코이는 그 정신적인 피로가 탈이 되어 병사했다. 슬픔에 잠긴 키리츠보노미카도를 보다 못한 주위의 권유에 의해 죽은 키키리츠보노코이와 빼닮은 후지츠보 (선제의 4황녀)를 입궁시켜 총애하고, 10황자 (훗날의 레이제이노미카도)를 낳은 것을 기회로 삼아 중궁으로 삼았다. 또한 레이제이노미카도는 실은 히카루 겐지와 후지츠보와의 사이에서 태어난 불륜의 증거이지만, 키리츠보노미카도가 그 사실을 알고 있었는지는 작중에선 나오지 않는다. 「사카키」에서 병이 깊어져, 겐지가 23살의 나이가 된 해에 붕어했다. 「아카시」에서 유령으로 나와 겐지를 고난에서 구해준다.

## 후비
- 코키덴노뇨고 (코키덴 태후) - 우대신의 딸. 동궁 (훗날의 스자쿠인)의 생모
- 키리츠보노코이 - 아제노다이나곤의 딸. 키리츠보에서 살며, 키리츠보노미카도의 총애를 받고있다. 히카루 겐지의 생모
- 후지츠보노츄구 - 선제의 4황녀. 키리츠보노코이 사망 후, 입궁했다. 레이제이노미카도의 생모
- 레이케이덴노뇨고 - 하나치루사토의 언니. 미카도 붕어 후, 자매가 히카루 겐지의 비호를 받았다.
- 조쿄덴노뇨고 - 시노미야의 생모. 「모미지노가」에 이름이 보인다.
- 뇨고 - 우지하치노미야의 생모. 대신의 딸
- 코로덴노코이 - 「키리츠보」에 이름이 보인다. 키리츠보노코이를 위해 자신이 다른 처소로 이동했다.

## 자녀
- 장황자 스자쿠노미카도
- 차황자 히카루 겐지
- 4황자 시노미야 - 「모미지노가」에 이름이 보임.
- 8황자 우지하치노미야 - 동궁 시기의 레이제이노미카도를 폐하려는 음모에 휘말려 은둔생활을 함. 우지쥬죠에만 등장한다. 우지노오오이키미, 나카노키미, 우키후네의 아버지.
- 10황자 레이제이노미카도 - 친부는 히카루 겐지
- 황자 호타루효부쿄노미야 - 히카루 겐지의 양녀 타마카즈라를 마음에 두었다. 온나산노미야의 사위감으로도 뽑혔다. 「에아와세」「우메가에」에서는 판사를 맡는 등의 풍류인.
- 황자 소치노미야 - 호타루효부쿄노미야와는 다른 인물. 「호타루」에 이름이 보임.
- 황자 카게로시키부쿄노미야 - 「카게로우」에 이름이 보임
- 장황녀 온나이치노미야 - 잇핀노미야. 생모 코키덴노뇨고
- 3황녀 온나산노미야 - 사이인. 생모 코키덴노뇨고

## 형제
- 젠보 - 전 동궁. 키리츠보노미카도와 동복형제. 아내는 로쿠죠노미야슨도코로
- 모모조노노시키부노쿄노미야 - 아사가오노히메기미의 아버지
- 오오미야 - 온나산노미야. 키리츠보노미카도와 동복형제. 좌대신의 정실부인.
- 온나고노미야 - 아사가오노히메기미와 같이 삼.